# Ladenburg
Ladenburg – miasto w Niemczech, w kraju związkowym Badenia-Wirtembergia, w rejencji Karlsruhe, w regionie Rhein-Neckar, w powiecie Rhein-Neckar. Leży nad Neckarem, ok. 10 km na północny zachód od Heidelbergu, przy autostradzie A5 i linii kolejowej Mannheim–Frankfurt nad Menem.

## Współpraca
Miejscowości partnerskie:
- Garango, Burkina Faso
- Paternion, Austria

## Galeria

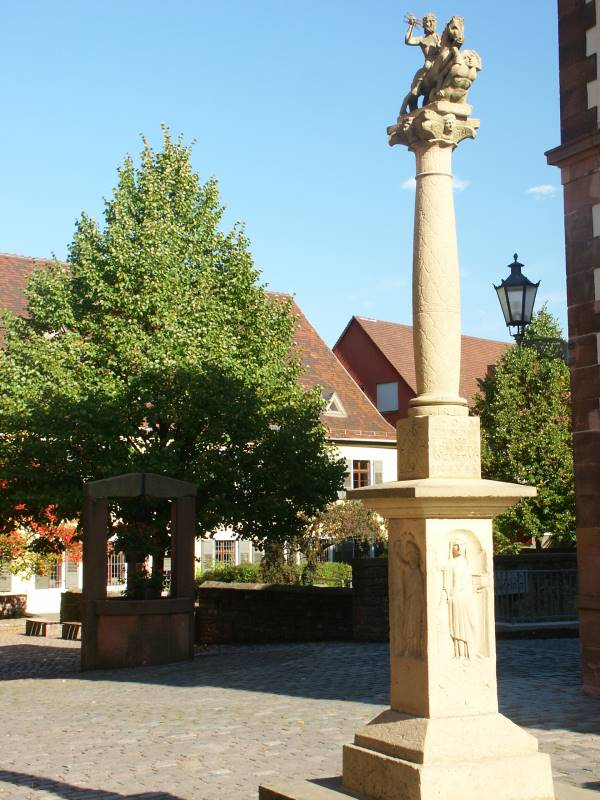
Kolumna Jupitera
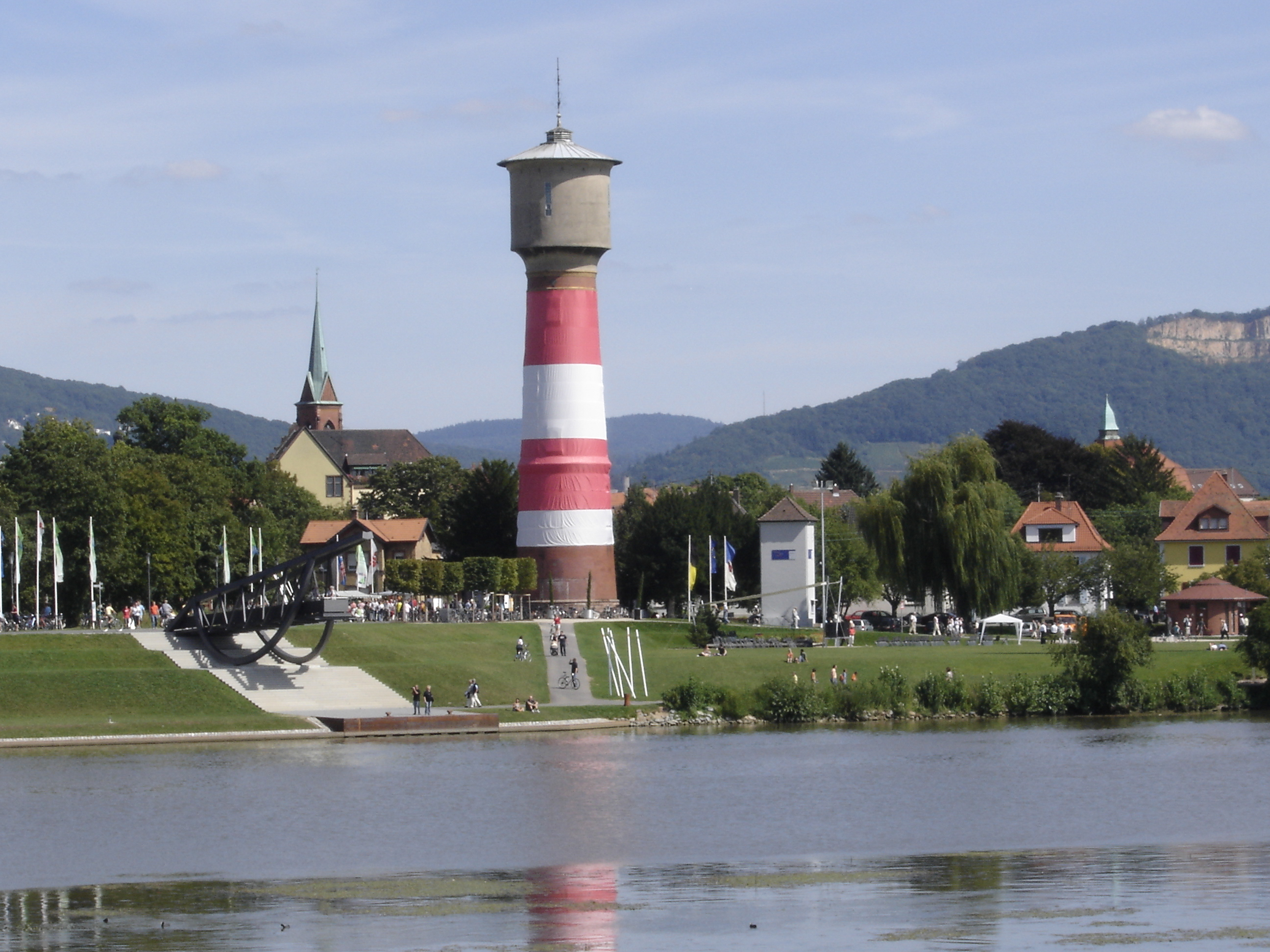
Ladenburg
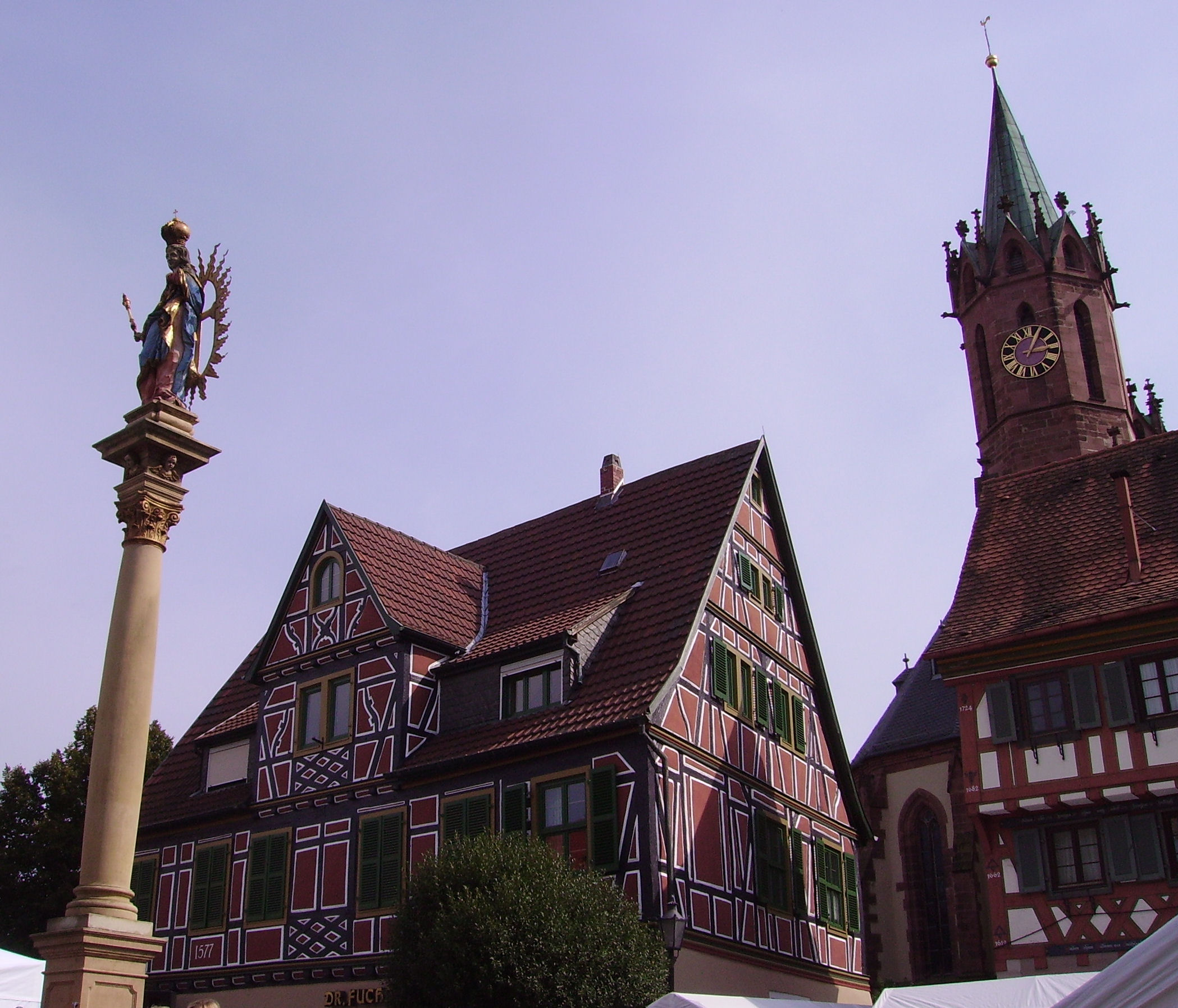
Centrum miasta